# Pfadfinderbund Weltenbummler
Der Pfadfindereibund Weltenbummler (PbW) ist ein deutscher Pfadfinderverband mit etwa 1.500 Mitgliedern.
Der Pfadfinderbund Weltenbummler ist ein Jugendverband und Mitglied im Deutschen Pfadfinder*innenverband (DPV) sowie in der World Federation of Independent Scouts (WFIS). Er ist anerkannter Träger der Jugendhilfe nach dem Kinder- und Jugendhilfegesetz und Mitglied im Paritätischen Wohlfahrtsverband Landesverband Bayern.
Der PbW arbeitet nach den pfadfinderischen Grundsätzen Baden-Powells und ist parteipolitisch unabhängig und interkonfessionell.
Aktuell wird der Verband von einer fünfköpfigen, gleichberechtigten Bundesführung geführt. Diese besteht aus Marie Richter, Pia Teichmann, Sabrina Nowak, Michel Kavermann und Willi Hermann.

## Geschichte
Der Bund wurde 1981 in Coburg, von aus dem BdP ausgetretenen Gruppen, als Pfadfinderbund Bayern gegründet. Die erste Bundesführung bestand aus Joachim Müller (Bundesführer), Stephan Klein (2. Bundesführer), Rainer Scherzer (3. Bundesführer), Dieter Bamberger (Schatzmeister) und Marlies Klein (Schriftführerin). 1989/90 schlossen sich auch Mitglieder aus Thüringen und Sachsen an. Weil nun der Einzugsbereich des Pfadfinderbundes über die bayerischen Grenzen hinausging, änderte der Verein seinen Namen in Pfadfinderbund Weltenbummler. 1993 wurden dann die Landesverbände Schleswig-Holstein, Hamburg und Berlin gegründet, später folgten Baden-Württemberg, Nordrhein-Westfalen und Niedersachsen. Inzwischen gibt es Gruppen des Pfadfinderbund Weltenbummler in 7 Bundesländern.
Im Jahr 2021 wurden die Rechts- und Finanzthemen in dem eigenständigen Verein, den Rechts- und Finanzträger des Pfadfinderbundes Weltenbummler e. V., ausgegliedert mit dem Ziel, den Fokus des Hauptvereins auf die inhaltliche Arbeit zu lenken. Im Zuge der Ausgliederung wurde der e. V. Status abgeschafft.
Mit Beschluss des Bundesthings 2025 wurde der Bundesname genderneutraler formuliert und in "Pfadfindereibund Weltenbummler" geändert.

## Gliederung
Der Bund gliedert sich in folgende Ebenen:
- Bund
- Landesverbände (in der Regel nach Bundesländern)
- Bezirke (entsprechend den Regierungsbezirken)
- Horste (freiwillige Zusammenschlüsse von Stämmen)
- Stämme (Örtliche Gruppen)

Zusätzlich umfasst der Bund die folgenden Altersstufen:
- Biber (Kinder von 3–6 Jahren)
- Wölflinge (Kinder von 7–11 Jahren)
- Pfadfinder (Kinder und Jugendliche von 12–16 Jahren)
- Rover (Jugendliche und junge Erwachsene von 17–27 Jahren)
- Mannschaft (unterstützende erwachsene Mitglieder ab 21 Jahren)

Die Struktur ist in der Bundesordnung festgelegt.

## Aktivitäten
Bundeslager finden alle vier Jahre statt; hierzu werden alle Mitglieder eingeladen, sodass sich dort rund 1000 Weltenbummler einfinden. Außerdem nehmen viele Weltenbummler-Stämme regelmäßig an Veranstaltungen des DPV und der WFIS teil.
Der Lauterburglauf ist ein Stationslauf durch das Coburger Land, der auch für Sippen offen ist, die nicht zum Pfadfinderbund Weltenbummler gehören. Er erinnert jedes Jahr an die erste Sippenfahrt nach dem Zweiten Weltkrieg, die damals zur Lauterburg ging. Der Lauterburglauf ist eng mit dem Bund verwurzelt, wenngleich er nicht von ihm selbst organisiert wird/wurde, sondern vom Horst Rebellen, den Coburger Altpfadfindern, dem Landesverband Bayern, der Pfadfindergemeinschaft Weltenbummler oder seit 2009 durch den Pfadfinderring Bayern.
Ähnlich dem Lauterburglauf, findet für die Biber- und Wölflingsstufe jährlich in der Umgebung rund um die Gemeinde Eckental zwischen Erlangen und Nürnberg veranstaltet vom Horst Füchse die Bundesbiber- und Meutenrallye statt.

## Umfeld
Neues schaffen ist eine der „Bundesweisheiten“ seit Gründung des Bundes. Dies gilt auch für Zeltplätze, Hütten und Häuser, die von lokalen Fördervereinen betrieben werden.
Da der Bund selbst ein Jugendverband ist, die Mitglieder also unter 27 Jahren sind, entstand die Frage, was mit älteren Mitgliedern geschieht. So wurde im Jahr 2000 die Pfadfindergemeinschaft Weltenbummler e. V. als Erwachsenenverband gegründet. Sie unterstützt den Jugendverband bei seinen Aktivitäten, führt aber auch eigene Aktionen für ihre Mitglieder durch. Seit einigen Jahren ist sie Veranstalterin des Lauterburglaufes.
Förderung und Forderung des Einzelnen ist ein Ziel der Pfadfinderei, das auch das Internationale Jugendprogramm (IJP) verfolgt. Der Pfadfinderbund Weltenbummler ist daher 1997 zum Programmanbieter des IJP geworden.
Zum Anbieten offener Freizeiten wurde zunächst der Verein Fahrten-Ferne-Abenteuer gegründet, um in Zusammenarbeit mit dem Pfadfinderbund Weltenbummler Lager und Fahrten in pfadfinderischer Art für Nichtpfadfinder durchzuführen. 2005/06 erfolgte die Umwandlung des Vereins in eine gemeinnützige GmbH, deren Alleingesellschafter der Pfadfinderbund Weltenbummler bis zum Verkauf im Januar 2016 war.

## Publikationen
- Wegweiser – Die einzige Zeitschrift für alle Weltenbummler (ISSN 1861-4485)
- Wegzeichen (Titelzusatz früher: Zeitschrift für FührerInnen und MitarbeiterInnen des Pfadfinderbund Weltenbummler) (ISSN 1861-2504)
- Bausteinreihe – Bücher aus und für die Praxis[14]
  1. Die Sippe (Spurbuchverlag, ISBN 978-3-88778-173-6)
  2. Kochen (Spurbuchverlag, ISBN 978-3-88778-174-3)
  3. Termin- und Gruppenstundenplaner (Spurbuchverlag, ISBN 978-3-88778-175-0)
  4. Die Gruppenstunde (Spurbuchverlag, ISBN 978-3-88778-176-7)
  5. Spiele (Spurbuchverlag, ISBN 978-3-88778-179-8)
  6. Die Meute (Spurbuchverlag, ISBN 978-3-88778-183-5)
  7. Ausbildungskonzeption (Spurbuchverlag, ISBN 978-3-88778-221-4)
  8. Aufbruch – Baustein für Rover und Ranger (Spurbuchverlag, ISBN 978-3-88778-249-8)
- Newsletter des Pfadfinderbund Weltenbummler e. V. (ISSN 1618-6249)